# Manuel Guerra (strzelec)
Manuel da Silva Guerra (ur. 30 października 1889 w Viseu, zm. ?) – portugalski strzelec, olimpijczyk.

## Kariera
Dwukrotnie wystąpił na igrzyskach olimpijskich (IO 1924, IO 1932), na których wystartował łącznie w trzech konkurencjach. Na zawodach w Paryżu zajął 71. miejsce w karabinie dowolnym leżąc z 600 m i 17. pozycję w karabinie dowolnym drużynowo – w obu konkurencjach Guerra zajął ostatnie miejsce wśród zawodników sklasyfikowanych. Podczas igrzysk w Los Angeles osiągnął 20. wynik w karabinie małokalibrowym leżąc z 50 m (wśród 26 strzelców).
Wielokrotny rekordzista Portugalii w konkurencjach karabinowych i medalista mistrzostw Portugalii. W 1927 roku zdobył brązowy medal w karabinie dowolnym w trzech postawach z 300 m. Rok później został mistrzem Portugalii w karabinie wojskowym w trzech postawach z 300 m i w karabinie wojskowym klęcząc z 300 m. W 1929 roku zdobył brąz w karabinie dowolnym klęcząc z 300 m.
Był wojskowym w stopniu porucznika, a następnie kapitana.

## Wyniki

### Igrzyska olimpijskie
| Igrzyska         | Konkurencja                       | Wynik                           | Miejsce | Źródło |
| ---------------- | --------------------------------- | ------------------------------- | ------- | ------ |
| Paryż 1924       | Karabin dowolny leżąc, 600 m      | 50 pkt.                         | 71      | [ 1 ]  |
| Paryż 1924       | Karabin dowolny, drużynowo        | 427 pkt. (druż.) 94 pkt. (ind.) | 17      | [ 2 ]  |
| Los Angeles 1932 | Karabin małokalibrowy leżąc, 50 m | 282 pkt.                        | 20      | [ 3 ]  |